# Sundaplatte

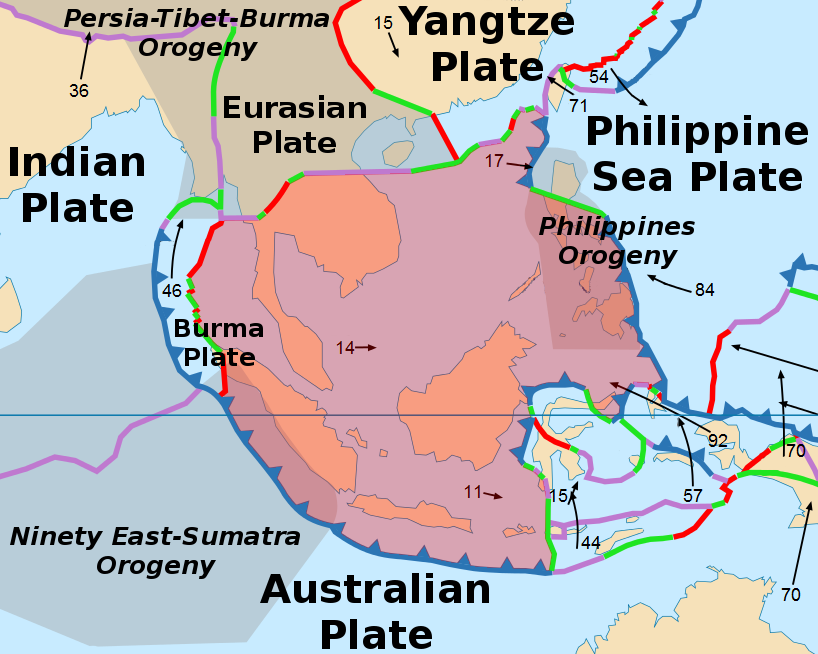
Karte mit der Sundaplatte

Die Sundaplatte ist eine kleinere tektonische Platte, die den Äquator in der östlichen Hemisphäre überspannt und auf der sich der größte Teil Südostasiens befindet.
Die Sundaplatte wurde früher als Teil der Eurasischen Platte betrachtet, aber die Messungen des GPS haben bestätigt, dass sie sich unabhängig von Eurasien um 10 mm/Jahr in Richtung Osten bewegt.

## Ausdehnung
Die Sundaplatte umfasst das Südchinesische Meer, die Andamanensee, südliche Teile von Vietnam und Thailand sowie Malaysia und die Inseln Borneo, Sumatra, Java und einen Teil von Sulawesi in Indonesien sowie die südwestlichen Philippinen-Inseln von Palawan und den Sulu-Archipel.
Die Indisch-Australische Platte taucht entlang des Sundagrabens unter die Sundaplatte ein, was häufig zu Erdbeben führt.
Die östliche, südliche und westliche Grenze der Sundaplatte ist tektonisch komplex und seismisch aktiv. Nur die nördliche Grenze ist relativ ruhig.